# Pueblo

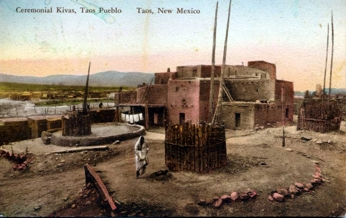
Pueblo Taos, circa 1920

Pueblo je výraz používaný k označení společenství původních i současných amerických indiánů na jihozápadě USA. První španělští průzkumníci tímto slovem nazvali jejich města, vystavěná na nepřístupných místech, například na vysokých strmých stolových horách. Tato sídla sestávala z mnoha několikapatrových budov z kamene, vepřovic a dalšího místního materiálu, obklopujících otevřené náměstí. Byla obývána stovkami až tisíci Pueblanů.
Kastilské slovo pueblo, původně z latinského populus (lidé), znamená město. V centrálním Španělsku se takto nazývaly veliké vesnice, obklopené svými vlastními poli, s žádnými odlehlými farmami, vzdálené i několik mil od sousedních vesnic.
Z federálně uznávaných komunit indiánů na jihozápadě USA jsou Úřadem pro indiánské záležitosti jako Pueblané označeny ty komunity, které takto označil španělský král v době, kdy Španělsko postoupilo svá území Spojeným státům (což se stalo v roce 1819).
Těchto komunit je celkem 21:
- kmen Hopi, Arizona
- Ohkay Owingeh Pueblo, Nové Mexiko
- Pueblo Acoma, Nové Mexiko
- Pueblo Cochiti, Nové Mexiko
- Pueblo Jemez, Nové Mexiko
- Pueblo Isleta, Nové Mexiko
- Pueblo Laguna, Nové Mexiko
- Pueblo Nambe, Nové Mexiko
- Pueblo Picuris, Nové Mexiko
- Pueblo Pojoaque, Nové Mexiko
- Pueblo San Felipe, Nové Mexiko
- Pueblo San Ildefonso, Nové Mexiko
- Pueblo Sandia, Nové Mexiko
- Pueblo Santa Ana, Nové Mexiko
- Pueblo Santa Clara, Nové Mexiko
- Pueblo Santo Domingo, Nové Mexiko
- Pueblo Taos, Nové Mexiko
- Pueblo Tesuque, Nové Mexiko
- Pueblo Zia, Nové Mexiko
- Ysleta Del Sur Pueblo, Texas
- kmen Zuni v rezervaci Zuni, Nové Mexiko